# Natri hyaluronat
Natri hyaluronat là muối của natri và axit hyaluronic, một glycosaminoglycan được tìm thấy trong nhiều loại mô liên kết ở người.

## Hóa học
Natri hyaluronat là muối của natri và axit hyaluronic. Nó là chuỗi polyme dài có mắt xích là đường đôi của Na-glucuronate-N-acetylglucosamine. 

## Sự xuất hiện trong tự nhiên
Natri hyaluronate phân tán khắp các mạng lưới ngoại bào của mô liên kết, biểu mô, và 
mô thần kinh của động vật có vú, cũng như trong màng trong giác mạc.[cần dẫn nguồn]

## Cơ chế hoạt động
Natri hyaluronat có chức năng bôi trơn mô và được cho là đóng vai trò quan trọng trong việc điều hòa các tương tác giữa các mô cạnh nhau. Nó tạo thành một dung dịch nhớt đàn hồi trong nước. Chức năng bảo vệ cơ học cho mô (mống mắt, võng mạc) và các lớp tế bào (giác mạc, nội mô và biểu mô) là do tính nhớt cao của dung dịch, còn tính đàn hồi của dung dịch giúp hấp thụ áp lực cơ học và làm tầng đệm bảo vệ cho mô. Về chức năng tạo điều kiện cho việc chữa lành vết thương, người ta cho rằng nó hoạt động như một phương tiện vận chuyển, đưa các peptide yếu tố tăng trưởng và các protein cấu trúc khác đến nơi phản ứng. Sau đó, các chất này bị enzym phân hủy và các protein hoạt hóa được giải phóng để thúc đẩy quá trình sửa chữa mô.

## Tác dụng phụ
Tác dụng ngoài ý muốn tương đối hiếm khi được sử dụng để điều trị các khớp.
 Khi sử dụng trong nhãn khoa, natri hyaluronat có thể gây viêm hậu phẫu, phù nề giác mạc hoặc tăng áp lực nội nhãn ngắn.[cần dẫn nguồn]

## Lịch sử
Vào cuối những năm 1970 và đầu những năm 1980, chất này đã được dùng dưới tên biệt dược Hylartin và Hylartin Vetused trong các thử nghiệm lâm sàng của con người và thú y (ngựa đua) để điều trị viêm thoái hóa khớp. Hyaluronat natri lần đầu tiên bán trên thị trường được phát triển bởi Endre Alexander Balazs dưới nhãn biệt dược Healon, sản xuất bởi Pharmacia AB ở Thụy Điển vào năm 1980.